# Katie Moon
Katie Moon   (Lakewood (Ohio), Estats Units, 13 de juny de 1991) és una atleta estatunidenca especialitzada en la prova del salt de perxa. Ha participat en 1 Olimpíada, guanyant la medalla d'or als Jocs Olímpics de Tòquio 2020. A més, ha guanyat 2 medalles d'or en els Campionats del Món i 1 medalla de plata en els Jocs Panamericans de Lima 2019.

## Biografia

### Primers anys de vida
Katie Nageotte, el seu nom de naixement, va començar practicant la gimnàstica artística de petita, però amb 13 anys va començar a practicar el salt de perxa a la seva escola d'Ohio. A l'institut ja començava a destacar i quan va acabar la secundària havia saltat els 3,88 metres. Durant el primer any d'universitat, va morir el seu pare d'un atac de cor sobtat, cosa que la va fer apartar temporalment de l'esport i l'educació. Tot i així, dos anys més tard, aconseguia batre el rècord estatal amb una marca de 3,97 metres. L'any 2013, amb 22 anys, es classificava per primera vegada pel Campionat d'Atletisme dels Estats Units.

### Inicis professionals
L'any 2015 es penjava la seva primera medalla de bronze en un campionat internacional, al Campionat de Nord i Centre amèrica i el Carib celebrat a San José amb un salt de 4.30m. Un any més tard participaria a les proves de classificació pels Jocs Olímpics de Rio 2016, tot i que va quedar 5a i no ho va aconseguir. Això va fer que canviés el seu entrenador de tota la vida. L'any 2018 guanyava per primera vegada una medalla d'or, en el Campionat d'Estats Units en pista coberta superant els 4.91m d'alçada. En aquell mes d'agost, també guanyava la medalla d'or en el Campionat de Nord i Centre Amèrica i el Carib celebrat a Toronto, aconseguint una marca de 4.75m, la seva millor alçada en pista exterior fins al moment.

### L'or olímpic 2019 - 2021
El 2019 aconseguia la medalla de plata als Jocs Panamericans de Lima 2019 i el setembre d'aquell any, participava per primera vegada al Campionat del Món, celebrat a Doha, obtenint la 7a plaça a la final amb un salt de 4.70m. El març de 2020, s'aturava la competició degut a la pandèmia de COVID-19.
El 5 d'agost del 2021 aconseguia guanyar la prova olímpica als Jocs Olímpics de Tòquio 2020, amb un salt de 4.90m, superant a la principal favorita, la russa Anzhelika Sidorova.

### Doble campiona mundial 2022 - 2023
El 2022 començava guanyant la medalla de plata en el Campionat del Món en pista coberta, celebrat a Belgrad, amb un salt de 4.75m, per darrere de la seva compatriota Sandi Morris. El mes de juliol d'aquell mateix any, es coronava com la campiona en el Campionat del Món d'Eugene 2022, amb un salt de 4.85m. El desembre de 2022, Nageotte es casava amb l'entrenador d'atletisme Hugo Moon i canviava el seu nom per l'actual Katie Moon.
En el Campionat del Món de Budapest 2023, revalidava el títol de campiona del món, tot i que aquesta vegada compartit amb l'australiana Nina Kennedy, després de pactar totes dues d'endur-se la medalla d'or un cop haver saltat els 4.90m. L'any s'acabava guanyant per primera vegada la Diamond League, amb un salt de 4.85m a Eugene.

## Marca personal
| Disciplina    | Marca | Seu    | Data               |
| ------------- | ----- | ------ | ------------------ |
| Salt de perxa | 4.95m | Eugene | 26 de juny de 2021 |

## Trajectòria professional
| Jocs Olímpics     | Jocs Olímpics | Jocs Olímpics | Jocs Olímpics |
| Any               | Seu           | Posició       | Prova         |
| ----------------- | ------------- | ------------- | ------------- |
| 2020              | Tòquio        | 1             | Salt de perxa |
| Campionat del Món |               |               |               |
| 2019              | Doha          | 7a posició    | Salt de perxa |
| 2022              | Eugene        | 1             | Salt de perxa |
| 2023              | Budapest      | 1             | Salt de perxa |
| Jocs Panamericans |               |               |               |
| 2019              | Lima          | 2             | Salt de perxa |